# Satz von Barbier
Der Satz von Barbier  besagt, dass der Umfang beliebiger Gleichdicke gleicher Breite konstant ist und gleich dem Umfang eines Kreises ist, dessen Durchmesser der Breite entspricht.
Für den Umfang {\displaystyle U} eines Gleichdicks mit Breite {\displaystyle b} gilt:
{\displaystyle U=b\cdot \pi }
Da ein Kreis mit einem Durchmesser {\displaystyle b} zugleich ein Gleichdick mit Breite {\displaystyle b} ist, besitzen alle Gleichdicke mit Breite {\displaystyle b} denselben Umfang wie der Kreis.
Der Satz wurde 1860 von dem französischen Mathematiker und Astronom Joseph-Émile Barbier (1839–1889) veröffentlicht und ist heute nach ihm benannt.